# Francisco Elías de Tejada
Francisco Elías de Tejada y Spínola (Madrid, 6 de abril de 1917-Íd., 18 de febrero de 1978) fue un jurista, filósofo del derecho y publicista español, catedrático de Filosofía del Derecho en varias universidades y autor de textos sobre filosofía e historia del derecho, así como sobre las ideas y ciencias políticas. Fue representante del tradicionalismo hispano y del iusnaturalismo europeo, y partidario de la monarquía tradicional. 
A lo largo de su dilatada carrera académica tuvo multitud de discípulos, destacando entre todos ellos Miguel Ayuso Torres.  

## Biografía
Era hijo de José María Elías de Tejada y de la Cueva y de Encarnación Spínola y Gómez. Contrajo matrimonio con Gabriella Percopo Callet.
Reunió durante su vida una biblioteca personal de extraordinaria magnitud, que obra hoy en virtud de donación en la Real Academia de Ciencias Morales y Políticas.

### Formación
Cursó sus primeros estudios en el colegio de los jesuitas de Chamartín, continuándolos -tras la expulsión de la Compañía de Jesús de España por la II República- en el colegio de los jesuitas de Extremoz (Portugal). A continuación ingresó en la Universidad de Madrid para cursar, simultáneamente, estudios en la Facultad de Filosofía y Letras, y en la Facultad de Derecho. Obtuvo la licenciatura en Filosofía y Letras en 1935, y la licenciatura en Derecho en 1936. Realizó una estancia de investigación en la Universidad de Oxford y en Berlín, de donde fue llamado para alistarse en el ejército nacional en el contexto de la Guerra civil española. En 1938 obtuvo el doctorado en Derecho en la Universidad de Madrid.
Elías de Tejada era políglota. Conocía y hablaba perfectamente 40 lenguas, entre ellas inglés, francés, alemán, italiano, portugués, sueco, rumano, ruso, polaco, bantú, islandés, vascuence, catalán, japonés, chino, latín y griego.

### Carrera académica
Su primer encargo docente fue el de Profesor Ayudante de Derecho Político en la Facultad de Derecho de la Universidad de Madrid, con nombramiento y toma de posesión del día 1 de octubre de 1935, sirviendo un curso ordinario y dos intensivos.
En la Universidad de Sevilla explicó dos cursos de conferencias organizados por el Ministerio de Educación Nacional, impartiendo uno de ellos desde el 23 de octubre de 1937 sobre “El pensamiento jurídico-político español en nuestros clásicos de los siglos XVI y XVII”.

#### Profesor ayudante en la Universidad de Madrid (1940-1941)
Pasada la Guerra Civil se adscribió a la materia en la que quedaría encuadrada toda su posterior carrera universitaria, la Filosofía del Derecho. Fue nombrado Profesor Ayudante de esta asignatura en la Facultad de Derecho de la Universidad de Madrid el 15 de noviembre de 1940, y tomó posesión ese mismo día.
Se presentó a las oposiciones celebradas en el otoño de 1940 para las cátedras de Filosofía del Derecho de Sevilla y Oviedo que ganaron, respectivamente, Enrique Gómez Arboleya y Ramón Pérez Blesa, obteniendo Elías de Tejada dos votos.
Participó en las oposiciones a cátedras de Derecho Político que tuvieron lugar en 1941-42 con eco considerable y que obtuvieron Ignacio María de Lojendio e Irure y Luis Sánchez Agesta, en el transcurso de las cuales confesó su vocación por esa disciplina (Sebastián Martín, “Funciones del jurista”, 179-183).

#### Catedrático en la Universidad de Murcia (1941-1942)
Su primera cátedra de Filosofía del Derecho la obtuvo en la Universidad de Murcia. La oposición, turno de auxiliares, fue convocada por Orden de 28 de marzo de 1941 y Elías de Tejada solicitó tomar parte en ella mediante instancia de 9 de mayo. Ganada la plaza, fue nombrado catedrático el 12 de agosto y tomó posesión el 25 de ese mismo mes en Madrid, donde pudo hacerlo en virtud de autorización del Ministerio a petición del interesado. Un solo curso pasó en su universidad de acceso. 

#### Catedrático en la Universidad de Salamanca (1942-1951)
El 16 de marzo de 1942 fue nombrado catedrático de Filosofía del Derecho de la Universidad de Salamanca en virtud de concurso previo de traslado, al que concurrió como único aspirante. Cesó en Murcia el 14 de abril y tomó posesión en Salamanca al día siguiente, pero siguió adscrito a la Universidad de Murcia hasta la finalización de los exámenes.

#### Catedrático en la Universidad de Sevilla (1951-1977)
La mayor parte de su carrera universitaria transcurrió como catedrático de Derecho Natural y Filosofía del Derecho en la Universidad de Sevilla, a la que se trasladó mediante permuta con Joaquín Ruiz Giménez Cortés. Se le nombró el 21 de mayo de 1951 cesó en Salamanca el 10 de junio y tomó posesión de la plaza sevillana el 11 del mismo mes; en ella permaneció más de veinticinco años, hasta su cese el 3 de octubre de 1977. Ruiz Giménez, por cierto, fue nombrado ministro de Educación Nacional muy poco después, en julio de ese mismo año.
Elías de Tejada desempeñó su cátedra sevillana en concepto de acumulada desde el mismo curso 1951-52, y en concepto de “acumulada por extensión” según la denominación que consta desde el curso 1953-54; desde el curso académico 1959-60, “en concepto de extensión”, obteniendo los años siguientes sucesivas prórrogas. En 1964 (Orden de 14 de octubre) fue incluido en el régimen de dedicación exclusiva.
Aparte de las numerosas ausencias breves para participar en congresos, dar conferencias o visitar bibliotecas, su larga dedicación docente a la Universidad de Sevilla se interrumpió dos veces por su pase a la situación de excedencia activa.
El primer período de alejamiento transcurrió de 1956 a 1960. Francisco Elías de Tejada pidió autorización, que le fue concedida por el Ministerio el 20 de agosto de 1956, para trasladarse a Nápoles durante el curso que iba a comenzar con el fin de realizar estudios sobre la historia del pensamiento político napolitano bajo dominación española. Una vez allí, solicitó permiso para continuar durante tres cursos más; puesto que las disposiciones vigentes no contemplaban esa posibilidad, el Ministerio interpretó que tal ausencia habría de considerarse excedencia activa, “único cauce legal para conceder un permiso de tan larga duración”, y de acuerdo con lo preceptuado en la ley de 15 de julio de 1952 inició el correspondiente expediente requiriendo en primer lugar a la Universidad los informes pertinentes. La Facultad de Derecho decidió por unanimidad en Junta celebrada el 25 de marzo de 1957 no evacuarlo favorable, en razón de no haber intervenido en la decisión sobre el permiso del que gozaba Elías de Tejada y por ser la situación de excedencia activa distinta de la que solicitaba el interesado; la Junta de Gobierno de la Universidad, sin embargo, acordó el 2 de abril, también por unanimidad, no poner inconveniente alguno ni a la concesión del permiso que se solicitaba ni a la de la excedencia activa. El negociado que instruía el expediente en el Ministerio propuso el 16 de abril que la solicitud pasase a informe del Consejo Nacional de Educación para la posible concesión de una excedencia por diez años con reserva de cátedra durante dos, previa valoración y pronunciamiento del Consejo Superior de Investigaciones Científicas, en concreto del Instituto Nacional de Estudios Jurídicos. El 5 de julio, la Comisión permanente del CSIC, oída la Junta del Patronato “Raimundo Lulio” del mismo Consejo, informó favorablemente la solicitud. Por su parte, la Comisión permanente del Consejo Nacional de Educación emitió dictamen el 30 de septiembre, también positivo habida cuenta de que las que pretendía continuar Elías de Tejada eran “investigaciones científicas de gran calidad, por cuanto tienden a poner de relieve la permanencia de los valores españoles en el reino de Nápoles”. Tras su aprobación en Consejo de Ministros, el Ministerio resolvió el 14 de diciembre de 1957 conceder a Elías de Tejada la excedencia activa por un máximo de 10 años, con reserva de cátedra durante dos.
Casi exactamente dos años después, el 12 de enero de 1960, el rector de la Universidad de Sevilla informó al Ministerio que el catedrático de Filosofía del Derecho se había reintegrado ese día a su cátedra, dando por terminada su situación de excedencia activa.
Tan sólo unos días más tarde, Elías de Tejada presentó solicitud para obtener de nuevo la excedencia activa durante diez años con reserva de cátedra durante dos. La tramitación transcurrió por parecidos cauces: informe de la Junta de la Facultad de Derecho el 28 de enero, favorable esta vez con el único voto en contra de Manuel Giménez Fernández, que incidía en la merma docente que supondría para el centro la larga ausencia del catedrático; informe favorable de la Junta de Gobierno de la Universidad el 3 de febrero; actitud reticente de la Dirección General de Enseñanza Universitaria comunicando al rector de la hispalense el 2 de marzo que los plazos de reserva estaban agotados con la anterior concesión, y que sólo cabía la excedencia sin reserva si el interesado se reafirmaba en su solicitud; nueva instancia del interesado de 19 de abril, reiterando su petición en los mismos términos en los que ya lo hiciera (excedencia más reserva), y señalando como momento inicial de la excedencia pedida el primero de octubre de 1961; informe favorable del Consejo ejecutivo del Consejo Superior de Investigaciones Científicas el 31 de mayo, a la vista del informe positivo del Instituto Nacional de Estudios Jurídicos; dictamen favorable de la Comisión permanente del Consejo Nacional de Educación el 15 de octubre, en razón de los motivos “científicos y patrióticos” alegados por el solicitante; nuevo dictamen del Consejo Nacional de Educación el 28 de enero de 1961, en el que consideraba que aunque la legislación vigente parecía permitir sólo la reserva de cátedra durante dos años, tal limitación había de referirse a cada excedencia solicitada, por lo que procedía la concesión de la excedencia activa con nueva reserva por dos años. Tras el preceptivo pase por el Consejo de Ministros, la concesión se otorgó finalmente por Orden de 17 de marzo de 1961, surtiendo efectos desde el primero de octubre siguiente. Francisco Elías de Tejada se reintegró a su plaza y a sus tareas docentes el 14 de septiembre de 1963.
No fue la Universidad hispalense su último destino. Desde principios de los años setenta procuró activamente trasladarse a Madrid. En 1971 solicitó tomar parte en el concurso para proveer la primera cátedra de Filosofía del Derecho en la Universidad Complutense, pero renunció mediante escrito de 22 de marzo de ese año. Tres años después firmó el concurso-oposición convocado por Orden de 17 de julio de 1974 para proveer la plaza de Profesor Agregado de Historia del Pensamiento Político Español de la Facultad de Ciencias Políticas y Sociología de la Universidad Complutense de Madrid; presentaban a Elías de Tejada, pues era trámite preceptivo, José Antonio Maravall Casesnoves, catedrático de la misma materia en la misma Facultad, y Francisco Puy Muñoz, titular de la cátedra de Filosofía del Derecho en la Universidad de Santiago de Compostela. No quedan en su expediente noticias de la tramitación subsiguiente de este concurso.
Más trascendente, aunque fallido, fue un intento inmediatamente posterior. Por Orden de 18 de noviembre de 1975 se convocó concurso de traslado para la provisión de la cátedra de Derecho Natural y Filosofía del Derecho de la Universidad Autónoma de Madrid, al que concurrieron Francisco Elías de Tejada (solicitud de fecha 18 de diciembre siguiente) y Elías Díaz García, catedrático en la Universidad de Valencia. La Comisión especial para resolver el concurso fue designada por Orden de 11 de agosto de 1976. El 6 de noviembre de ese año Elías de Tejada dirigió un escrito al presidente de esta Comisión, Juan Antonio Carrillo Salcedo, notificándole que con la misma fecha enviaba al Ministerio los justificantes de los méritos que alegaba, requisito cuyo cumplimiento no tenía por qué interferir en las recusaciones que había elevado al ministro el 25 de agosto anterior y en las que se ratificaba. El escrito de recusación alcanzaba a todos los componentes de la Comisión, cuyos cuatro miembros restantes eran José Corts Grau, Francisco Murillo Ferrol, Gonzalo Rodríguez Mourullo y José Delgado Pinto. El argumento principal del recusante era la incapacidad que apreciaba en los comisionados para valorar las obras con las que se presentaba al concurso, pues en ellas se utilizaban lenguas cuya ignorancia daba por supuesta en los miembros de la Comisión: en el caso de su presidente, por haber tenido que valorar sus capacidades cuando lo tuvo como alumno y, en el caso de los vocales, por no constarle en ellos poliglotía tan acentuada como la requerida; las lenguas eran, según relación del propio recusante, “accadio, agni, akikuyu, árabe, ashanti, baoulé, beté, checo, chino, croata, danés, finlandés, gouro, griego moderno, hebreo, holandés, islandés, japonés, malayo, noruego, polaco, rumano, ruso, sánscrito, senoufo, sueco, swahili, vasco, vietnamita y zulú”. Las recusaciones no produjeron el efecto pretendido, y por Orden de 7 de marzo de 1977 y de conformidad con la propuesta de la Comisión se nombró para ocupar la plaza a Elías Díaz. Francisco Elías de Tejada dirigió al Ministerio el 2 de mayo de 1977 un escrito solicitando información sobre la resolución del concurso; la respuesta tiene fecha del día 31 del mismo mes, y en ella se notificaba al interesado que la Orden de nombramiento no se había publicado en el BOE sino en el Boletín Oficial del Ministerio, como era regular en estos casos. Elías de Tejada recurrió la resolución del concurso e inició un procedimiento contencioso administrativo que aún estaba en curso en la Audiencia Nacional cuando falleció en febrero de 1978. Según la documentación que se conserva en su expediente, el 30 de noviembre de 1977 la Audiencia Nacional, a instancia de la parte recurrente (el escrito del procurador es de 25 de noviembre) y puesto que lo estimaba pertinente para la prosecución del procedimiento, se dirigió al Ministerio pidiendo tres cosas: en primer lugar, la maleta que Elías de Tejada depositó en su momento con sus obras para que fuesen examinadas por la Comisión; en segundo lugar, los materiales de igual índole que hubiera entregado Elías Díaz; por último, la minuta de la Orden de nombramiento del nuevo catedrático de la Autónoma de Madrid. El servicio de recursos del Ministerio respondió al requerimiento de la Audiencia Nacional enviando la Orden de nombramiento y la maleta de Elías de Tejada, pero no los trabajos y publicaciones de Elías Díaz porque “no presentó ninguno”. Elías de Tejada argüía que la Comisión, ya que no había tenido en cuenta el criterio de la antigüedad (él era catedrático desde 1942 y Elías Díaz desde 1974), y dado que la docencia no se evaluaba, sólo podía haber decidido juzgando la obra de los concursantes; la Comisión había señalado que conocía suficientemente la de ambos, ante lo que el recurrente reiteraba lo ya aducido en su escrito de recusación.

#### Catedrático en la Universidad Complutense de Madrid (1977-1978)
Francisco Elías de Tejada consiguió, de todos modos, cátedra en Madrid. Por Orden Ministerial de 27 de abril de 1976 se convocó concurso de traslado para cubrir la segunda cátedra de Derecho Natural y Filosofía del Derecho de la Universidad Complutense, al que concurrió mediante instancia datada en Sevilla el 3 de junio siguiente. El 2 de agosto de 1977 obtuvo su nombramiento, que el Ministerio ordenó de acuerdo con la propuesta elevada por la Comisión especial designada al efecto por Orden de 19 de mayo anterior. Tomó posesión el 4 de octubre de 1977, habiendo cesado el día anterior en la Universidad de Sevilla, pero su temprana muerte impidió que pudiera completar el primer curso en su nueva cátedra.

### Depuración
El 2 de julio de 1940 Francisco Elías de Tejada firmó en Berlín la instancia en la que solicitaba se iniciase su proceso de depuración, lo que le resultaba necesario con vistas a opositar a cátedras. Se encontraba en Alemania cursando estudios pensionado por el Ministerio de Asuntos Exteriores, e hizo llegar la instancia a su destino por conducto de su padre. Iba adjunta la preceptiva declaración jurada sobre los extremos que determinaba la normativa vigente, esto es, la ley de 10 de febrero de 1939 y la Orden de 18 de marzo siguiente.
La instancia y la declaración jurada fueron remitidas el 12 de julio por el Jefe de la Oficina técnica de depuración al Juez instructor que tenía a su cargo la depuración del personal docente de la Universidad de Madrid. Pocos días después llegaba a poder del Juez, por conducto del consulado de España en la capital del Reich, la ratificación del interesado, firmada también en Berlín el 16 de julio.
De lo expuesto en su declaración jurada por el Profesor Ayudante en la Facultad de Derecho de la Universidad Central y Alférez Asimilado de Ingenieros del Ejército Francisco Elías de Tejada y Spínola, y de lo que se deduce de la correspondiente documentación justificativa aportada, resulta lo siguiente.
El 18 de julio de 1936 se encontraba en Fráncfort del Meno (Alemania), donde se había matriculado en los cursos de verano para extranjeros a los que había de asistir desde el 6 de julio hasta el 15 de agosto. Volvió a España pasando la frontera por Danchanivea (sic), en el Pirineo navarro, y se unió a las tropas franquistas en Calera de la Sierra (Cáceres) ya en agosto de 1936, siguiendo con ellas hasta la Ciudad Universitaria. El 3 de septiembre se incorporó como artillero voluntario agregado al grupo de columnas del general Varela, en el que se le recibió como falangista que ya era, y en el que permaneció hasta el 4 de diciembre. Del 21 de diciembre es una carta de Queipo de Llano en la que agradece a Francisco Elías de Tejada “el donativo con destino a los hospitales de sangre de Madrid, digno de imitar por todos los pudientes para que las penalidades de la guerra sean más fáciles de sobrellevar a nuestros bravos soldaditos”. El 12 de febrero de 1937 presentó instancia para comenzar el curso de alférez de infantería en la Escuela de Preparación de Alféreces Provisionales de Sevilla, pero hubo de abandonarlo por enfermedad. El 16 de abril de 1937 la Auditoría de la Segunda División, con sede en Sevilla, le habilitó para el desempeño de funciones jurídico-militares en su jurisdicción, que aún continuaba cumpliendo en julio a pesar de haber intentado en mayo tomar parte en el concurso para alféreces de aviación en Salamanca. El 25 de agosto del mismo año, previa solicitud, le fue concedido el grado de Alférez asimilado de Ingenieros con destino en el Parque de Automovilismo del Ejército Sur, donde estuvo hasta finalizar la guerra. Prestó servicios en otros Ministerios y en el de Educación Nacional desde abril de 1939 hasta licenciarse el 18 de enero de 1940. En junio de 1940 partió hacia Berlín en viaje de estudios pensionado por el Ministerio de Asuntos Exteriores.
Declaraba también no haber percibido sueldos ni haberes, haber pertenecido a la Asociación de Estudiantes Católicos y a las Juventudes Tradicionalistas y formar parte del Servicio Español del Profesorado de Falange. Corroboraron estos extremos Amadeo Tortajada Ferrándiz, del Cuerpo de Archiveros y Bibliotecarios de Madrid, Rafael Márquez de Prado y Cerezo, abogado y alférez de Regulares de complemento, y Joaquín Drake Alvear, teniente provisional de infantería, que databan estas filiaciones “con anterioridad al Glorioso Movimiento Nacional”.
El 30 de julio de 1940 el Juez instructor para la depuración del personal docente de la Universidad de Madrid resolvió proponer su readmisión sin imposición de sanción, ya que de la información testifical practicada no se deducía oposición del interesado “al Glorioso Movimiento Nacional” y que la documentación aportada expresaba su adhesión a “Régimen nacional sindicalista”.
El 3 de agosto de 1940 el Ministerio de Educación Nacional resolvió, previo informe de la Dirección General de Enseñanzas Superior y Media evacuado el mismo día por el Negociado correspondiente, ajustarse a la propuesta formulada por el Juez instructor y, por tanto, reintegrarle en los derechos que pudieran corresponderle, sin imposición de sanción.

### Otras actividades y méritos
A salvo de su nombramiento en 1969 como consejero honorario del Consejo Nacional de Educación, su vida académica transcurrió sin que prestara apenas atención a las labores administrativas en el ámbito universitario; los cargos académicos de gestión, según afirmó, “quitan tiempo para estudiar a personas que, como yo, son de trabajo lento”.
No obstante, prestó atención y tiempo considerables a defender sus criterios frente a decisiones institucionales y administrativas que consideró injustas o erradas, presentando en número apreciable recursos minuciosamente fundados y reclamaciones, peticiones o solicitudes profusamente argumentadas, tanto ante autoridades universitarias como ante instancias ministeriales. Incluso las aparentemente más banales son ilustrativas de su carácter e ideas: el 9 de octubre de 1974, en escrito dirigido al Decano de la Facultad de Derecho de Sevilla, informaba que le había sido imposible dar su primera clase del curso por causa de “la actitud de un grupo de perturbadores, a lo que parece alumnos de los cursos superiores de esta Facultad, los cuales, armados de trompetas y cencerros, intentaban repetir el bochornoso espectáculo ya habido en otras disciplinas y que parece va a ser costumbre vergonzosa en esta Facultad”; ante ello, solicitaba que el Decano o el Rector lo acompañasen al aula para que pudieran “comprobar la intolerable anarquía” reinante, que se requiriese “la presencia de la fuerza pública a fin de detener en el acto a los alborotadores”, que se abriera información conveniente a la averiguación de los causantes del desorden y que éstos fuesen sancionados como correspondiese.
Hay otros ejemplos de índole estrictamente institucional también dignos de mención: así, su petición desde Sevilla al Decano de la Facultad de Derecho de la Universidad de Madrid (30 de septiembre de 1970) para que se le remitiesen “certificaciones autorizadas” del acta de una Junta de Facultad en la que según sus noticias se habían hecho manifestaciones contra su honor a propósito de la felicitación a los nuevos profesores agregados triunfantes en las oposiciones a plazas de Filosofía del Derecho de la Facultad madrileña celebradas en el mes de junio anterior; su recurso contra un acuerdo de la Junta de Gobierno de la Universidad de Sevilla dictando normas sobre la elección del rector en julio de 1971; su recurso contra el acuerdo de la Junta de Facultad de Derecho de Sevilla en el que se proponía a José Martínez Gijón como representante de la Facultad en el tribunal llamado a juzgar el concurso-oposición convocado por Orden de 15 de enero de 1973 para proveer la plaza de Profesor Agregado de Historia del Derecho en la Universidad de Sevilla.
De más alcance, en fin, fueron los recursos que presentó en relación con el desarrollo de concursos y oposiciones, ámbito en el que han de citarse los que tuvieron por objeto las actuaciones y resoluciones correspondientes a las oposiciones a cátedras de Filosofía del Derecho de las Universidades de Oviedo y Zaragoza; en escrito de 28 de enero de 1975, dirigido al ministro de Educación, solicitó que se anulasen los ejercicios y se diera parte al ministerio fiscal de la conducta del secretario del tribunal.
Y es que Francisco Elías de Tejada intervino muy activamente en la conformación de su disciplina prestando atención a oposiciones y concursos, participando en tribunales y formando discípulos; en sus últimos años dirigió las tesis doctorales de Vicente Marrero Suárez sobre La fundamentación filosófica de una filosofía jurídico-social en la obra del P. Ramírez (1970), de Manuel Porras y del Corral sobre las Ideas políticas y sociales en Pedro A. de Alarcón (1971), de Pablo Badillo O’Farrell sobre La filosofía política de James Harrington (1972), y de Ramón Soriano Díaz sobre El pensamiento jurídico de Francisco Núñez de Pineda y Bascuñán (1976).
En cualquier caso, cabe decir que su primera preocupación como profesor universitario fue la composición de una muy extensa obra escrita cuya preparación (viajes de estudios) y difusión (congresos y conferencias) convirtió su expediente administrativo en un rosario de peticiones y resoluciones continuas de permisos para desplazarse a lugares muy diversos: junto a los más frecuentes destinos europeos (repetidamente Italia, Portugal, Alemania y Francia, y también Inglaterra, Holanda y Austria) e iberoamericanos (Brasil, Chile y Argentina, sobre todo), hubo otros poco habituales (Islandia, Polonia, Turquía, Egipto, Marruecos) y hasta decididamente exóticos para lo que cabría esperar en sus circunstancias (Sudán, Kenia, India, Tailandia, Japón, Corea, Formosa).
Contribuyó también, más limitadamente, a la difusión de libros ajenos escribiendo prólogos y traducciones. En este último terreno destacan sus versiones al castellano de obras de Felice Battaglia y Christopher Dawson.
Obtuvo reconocimientos por su obra: fue miembro del Instituto de Estudios Catalanes, perteneció a la Academia Brasileira de Ciéncias Sociáis e Políticas y la Universidad Nacional de Buenos Aires le confirió el grado de doctor honoris causa (2 de octubre de 1975). En vida suya se escribieron cuatro tesis doctorales sobre su obra, siendo la más relevante, a juicio del propio Elías de Tejada, la de Rudolf Steineke, Die Rechts- und Staatsphilosophie des Francisco Elias de Tejada. Ein Beitrag zum spanischen Traditionalismus, Bonn, H. Bouvier, 1970.
Desde muy joven militó activamente en el tradicionalismo carlista, al que fue fiel toda su vida. Este ideario estuvo en la base de empresas personales como la de la revista Reconquista, las Ediciones Montejurra, el Centro de Estudios Históricos y Políticos “General Zumalacárregui” o los Congresos de Estudios Tradicionalistas de 1964 y 1968.
De sus afinidades y divergencias en relación con el régimen franquista y con las ideas que lo sustentaban dejó testimonio escrito, a veces en exposiciones breves y de circunstancias que no por su carácter menor carecen de interés. Dos de ellos, redactados en momentos muy diversos, merecen destacarse por significativos, pues evocan diferentes sucesos y actitudes de su trayectoria política.
El primero es una alegación que dirigió al rector de la Universidad de Sevilla el 11 de junio de 1954, a propósito de un incidente ocurrido el 5 de marzo anterior en el coloquio que siguió a la última de una serie de tres conferencias sobre Hegel que ofreció en el Colegio Mayor Guadaira y acerca del cual se instruía expediente informativo. Al parecer, uno de los asistentes había preguntado por la posible inspiración en el filósofo alemán de las corrientes de pensamiento que habían conformado el régimen vigente, y el conferenciante en su respuesta había negado que hubiese “influencia hegeliana en la Falange, a pesar del contenido del punto 25 del programa nacional sindicalista”. Hubo denuncia, y Elías de Tejada tuvo que dar explicaciones sobre su postura en el escrito referido. En él negaba rotundamente que hubiera atacado el espíritu del 18 de Julio; aclaraba que, muy por el contrario, lo que había combatido era “la noción democristiana de la democracia, casualmente con los mismos argumentos manejados el día 4 de los propios mes y año en el teatro Calderón de Valladolid por el ministro Secretario del Partido don Raimundo Fernández Cuesta”. Aducía que la denuncia, “calumniosa y mendaz”, se inscribía en una campaña “de posible inspiración masónica” instigada por la “Anti-España”, desvelada ya por varios obispos en diversas publicaciones diocesanas, que citaba. Para significar su alejamiento de tan “canallesca campaña”, dirigida, esta sí, a destruir el espíritu del 18 de Julio, recorría los hitos más significativos de su “limpia trayectoria ideológica, jamás manchada”: recordaba, entre otras cosas, que “desde 1932, contando apenas quince años, milité en una de las dos organizaciones inspiradoras del Movimiento Nacional, la Comunión Tradicionalista, tomando parte activa en todas las luchas estudiantiles contra la Anti-España”, que “el 18 de julio de 1936, cumpliendo órdenes de mi Rey, abandoné la ciudad alemana de Frankfurt-am-Main, en cuya Universidad estudiaba, para incorporarme ocho días después, el 26 de julio, como voluntario al Ejército Nacional”, que “la horda roja asesinó veintitrés parientes próximos” y que otros muy cercanos “escaparon a la vesania marxista” por muy poco a través de la Embajada de México, y que “con mis bienes contribuí constantemente a la causa nacional, hondamente sentida”.
El segundo escrito es de 17 de noviembre de 1975. En él se dirigía al Decano de Derecho de Sevilla con el ruego de que lo añadiese al acta de una sesión de Junta de Facultad de junio anterior, pues en relación con algunas intervenciones que en ella se habían hecho deseaba manifestar “que ha sido siempre y será siempre norma personal mía la de mantener alejada a la política de la vida universitaria”. Como prueba de ello, señalaba que:

“jamás apelé a las autoridades académicas ni acudí a las Juntas de Facultad cuando el gobernador civil de Murcia don Elías Querejeta Inchausti me hizo detener en abril de 1942 por oponerme fuera del ámbito universitario a suscripciones en pro de la llamada División Azul; ni cuando el 1 de abril de 1944, como respuesta a manifestaciones mías en el Club de la Universidad de Oxford fui sacado de mi casa por falangistas engañosamente presentados como policías y recibí tal paliza que fui abandonado con pérdida del conocimiento en el Parque del Retiro de Madrid; ni cuando en 1954 mi siempre no obstante querido amigo, entonces furibundo fascista y hoy democratísimo activista, el profesor Dr. D. Joaquín Ruiz Giménez, en su condición de Ministro de Educación Nacional, formóme expediente por lo dicho en una conferencia mía en el Ateneo de Valencia; ni cuando, por mis actitudes extracadémicas, los entonces archifascistas y hoy democratísimos profesores doctores don Antonio Tovar y don Gustavo Bueno enzarzaban a manifestaciones públicas y a la agresión personal –felizmente por azar no consumada- contra mí a los alumnos del SEU de la Universidad de Salamanca, tildándome de enemigo de la Falange; ni cuando en 1959 el señor Gobernador Civil de Huelva me impuso multa de treinta mil pesetas de las de entonces por frases en una conferencia en esa ciudad que él consideraba hostiles al régimen político imperante, ni cuando en 1972 fui procesado por sostener que “autoridad que se aparta de la ley no merece consideración de autoridad”, en procesamiento que revestía todas las apariencias de represalia por mi querella contra el entonces Presidente del Gobierno Excelentísimo Señor Don Luis Carrero Blanco. Lidié en los tribunales y soporté la adversidad hija de mi independencia sin traer jamás esas cuestiones a las palestras académicas; en tanto prurito en la rigidez de mi postura que fui el único catedrático que en claustro universitario se opuso en Salamanca a la concesión del doctorado “honoris causa” a S.E. el Jefe del Estado, pese a los sinsabores que semejante actitud supuso para mí. Espero que los compañeros de Junta me hagan la justicia de respetar mi convicciones y me reconozcan no soy la veleta al uso de los Laínes, Olleros, Maravalls, Ridruejos, Fragas, Arangurens y demás egregias personalidades cuyas mudanzas todos conocemos. Si a alguien puedo parecerme es al insobornable y grande viejo amigo el profesor don Enrique Tierno Galván”.

El 11 de octubre de 1976 presentó al Decano de la Facultad de Derecho su iniciativa para que se confiriera el doctorado honoris causa por la Universidad de Sevilla a Claudio Sánchez-Albornoz y a Salvador de Madariaga, “cuyos méritos de radical españolía y cuyos estudios en defensa del pensamiento jurídico español les hacen sobradamente acreedores a este título, en notorio contraste con otras actitudes de altas autoridades del Estado humillando la dignidad española delante de los separatistas de la llamada Independencia americana”.
Elías de Tejada militó en la Comunión Tradicionalista leal a Javier de Borbón Parma. Después de un enfrentamiento con el príncipe Carlos Hugo, el 16 de julio de 1962 se apartó de la disciplina de la Comunión Tradicionalista por carta a José María Valiente, Jefe Delegado de esta organización política. En 1963 publicó en el boletín ¡Volveré!, que editaba el sector carloctavista de Jesús de Cora y Lira, un artículo donde calificaba como desigual el matrimonio de Javier de Borbón Parma con Magadalena de Borbón-Busset, considerando que por tanto su descendencia estaba excluida de la sucesión del Trono español. También en 1963 participó en la fundación del Centro de Estudios Históricos y Políticos General Zumalacárregui, con el que, como presidente, desarrolló numerosas actividades culturales y congresos sobre la historia y la doctrina política tradicionalista. Según el testimonio de José Arturo Márquez de Prado, a finales de los años 60 se situó al lado de Sixto Enrique.
Tras la disolución del régimen franquista, se acercó a Blas Piñar y en mayo de 1977 presentó su candidatura al Senado por Sevilla en las filas de la Alianza Nacional 18 de Julio, retirándola no obstante a finales del mismo mes después de comprobar que la alianza afirmaba ser fiel al pensamiento de Franco, a quien Elías de Tejada consideraba el peor enemigo del carlismo junto con el general Maroto. El mismo año Elías de Tejada fue uno de los promotores del partido político Comunión Católico Monárquica (1977), en el que desempeñó un liderazgo intelectual. Se trataba de
un grupo político diferenciado tanto del Partido Carlista de Carlos Hugo como de la Comunión Tradicionalista de Sixto Enrique.
Elías de Tejada llegó a ser descrito como un «inquisidor católico tradicionalista». Gonzalo Fernández de la Mora afirmaría de él: «así me imagino la catolicidad de los capitanes y letrados del Imperio». Por lo que respecta a sus afinidades dinásticas, José Miguel Orts, histórico dirigente de la Comunión Tradicionalista Carlista en Valencia, manifestó que «el profesor don Francisco Elías de Tejada (...) igual simpatizaba con los Braganza que elaboraba para la señora Carmen Polo de Franco un alegato sobre los presuntos derechos de su entonces nieto político Don Alfonso de Borbón y Dampierre».
Actualmente mantiene viva su memoria una fundación que lleva su nombre y que él proyectó en vida.

## Obras
- Ideas políticas de Ángel Ganivet, 1939
- En torno al concepto de nación, 1939
- En torno al erasmismo de Gil Vicente, 1942
- Introducción al estudio de la ontología jurídica, 1942
- La causa diferenciadora de las comunidades políticas, 1943
- La Tradición gallega, 1944[28]
- Las doctrinas políticas del Príncipe de Viana, 1944
- El racismo. Breve historia de sus doctrinas, 1944
- El hegelismo jurídico español, 1944
- Las doctrinas políticas de Jerónimo Osorio, 1945
- Historia de la Filosofía del Derecho y del Estado, 1946
- Las doctrinas políticas en la Baja Edad Media inglesa, 1946
- Las doctrinas políticas de Eugenio Mª. de Hostos, 1949
- Ecos existenciales en la Filosofía del Derecho de la España actual, 1949
- La filosofía jurídica en la España actual, 1949
- Si es posible una filosofía jurídica existencialista cristiana, 1950
- Las Españas. Formación histórica. Tradiciones regionales, 1950
- Las doctrinas políticas en la Cataluña medieval, 1950
- Doce nudos culturales hispano-suecos, 1950
- Las doctrinas políticas en la Cataluña medieval, Barcellona 1950
- La Filosofía del Derecho en Filandia, 1951
- Antoni Aparisi y Guijarro, Antología, 1951
- El superhombre y Don Juan, 1952
- Positivismo y tradición en el pensamiento político de Ramalho Ortiago, 1953
- Las doctrinas jurídicas de Raimundo de Farias Brito, 1953
- La causa diferenciadora de las comunidades políticas, 1953
- La filosofía jurídica en la Noruega contemporánea, 1954
- Puerto Rico y el federalismo en el pensamiento de Hostos, 1954
- La ciencia jurídica en Islandia, 1954
- Filosofía jurídica brasileña, 1954
- La Monarquia tradicional, Madrid, Biblioteca del Pensamiento Actual, 1954
- La satira política en Portugal durante el siglo XV, 1955
- El pensamiento político de los fundadores de Nueva Granada, 1955
- Sociología del África negra, 1956
- Novela y poesía centroamericana, 1956
- Elefantes blancos pagodas doradas. Nueve noticias de Indochina, 1957
- Ideas políticas y jurídicas de San Isidoro de Sevilla, 1960
- Historia del pensamiento político catalán, Sevilla 1963
- El Señorío de Vizcaya (hasta 1812), Madrid, Minotauro, 1963
- Nápoles hispánico, 1964
- La Provincia de Guipuzcoa, 1965
- El Reino de Galicia hasta 1700, Editorial Galaxia, 1966[29]
- La filosofía jurídica del profesor De Asis Garrote, 1970
- ¿Qué es el carlismo?, Escelicer, Madrid 1971
- Historia de la literatura política en las Españas, 1991
- La tradición portuguesa. Los orígenes (1140-1521), Editorial Actas, Madrid 1999
- La monarchia tradizionale [prefaci de Pino Tosca], Edizioni Controcorrente, Arile 2001
- Europa, tradizione, libertà. Saggi di filosofia della politica [a cura de Giovanni Turco], Edizioni Scientifiche Italiane, 2005, pp.264
- Poder y libertad, Ediciones Scire, Madrid 2008, pp.103
- Derecho político, Ediciones Jurídicas y Sociales, Madrid 2008, pp.143